# William Powell Frith

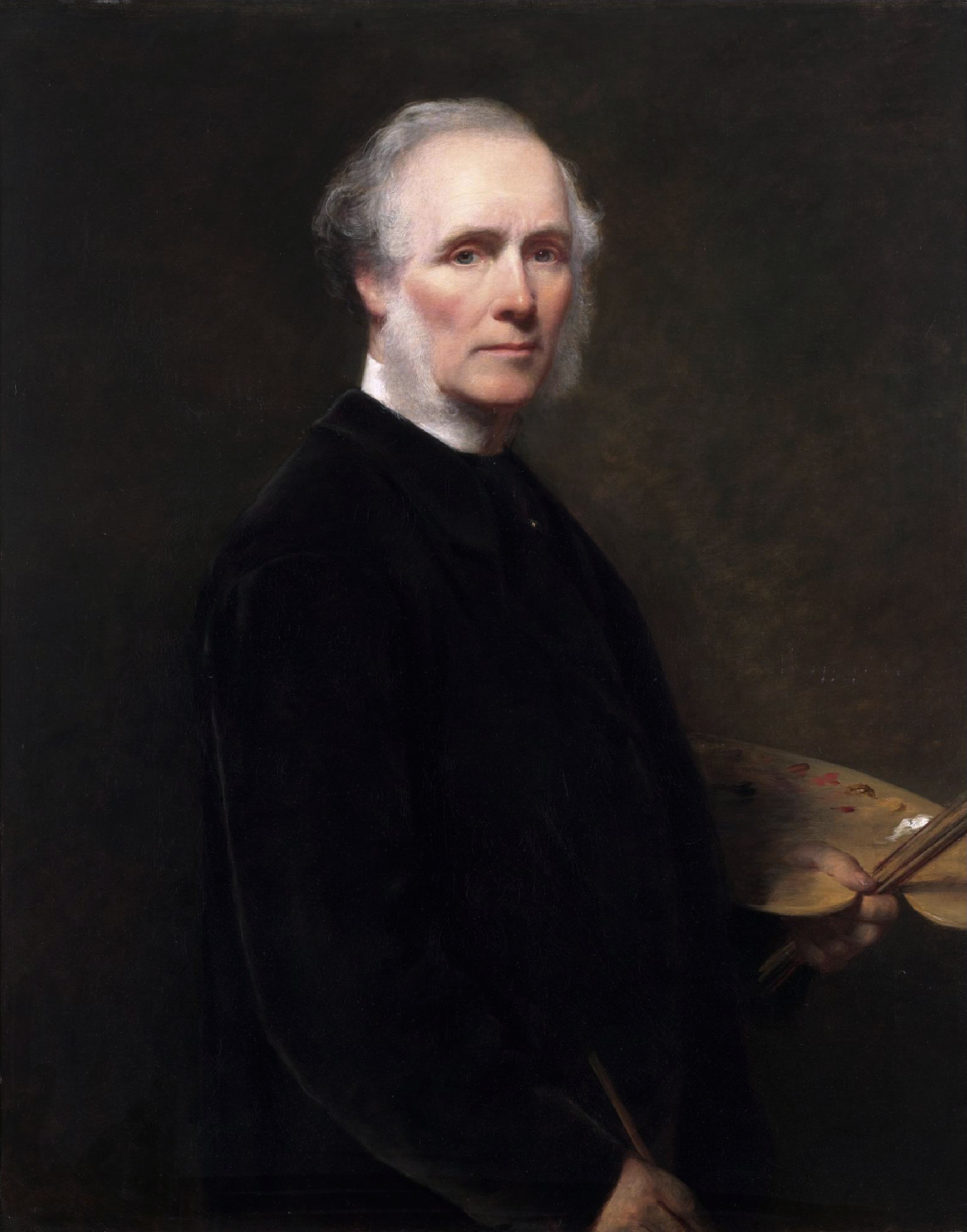
Zelfportret (1884)

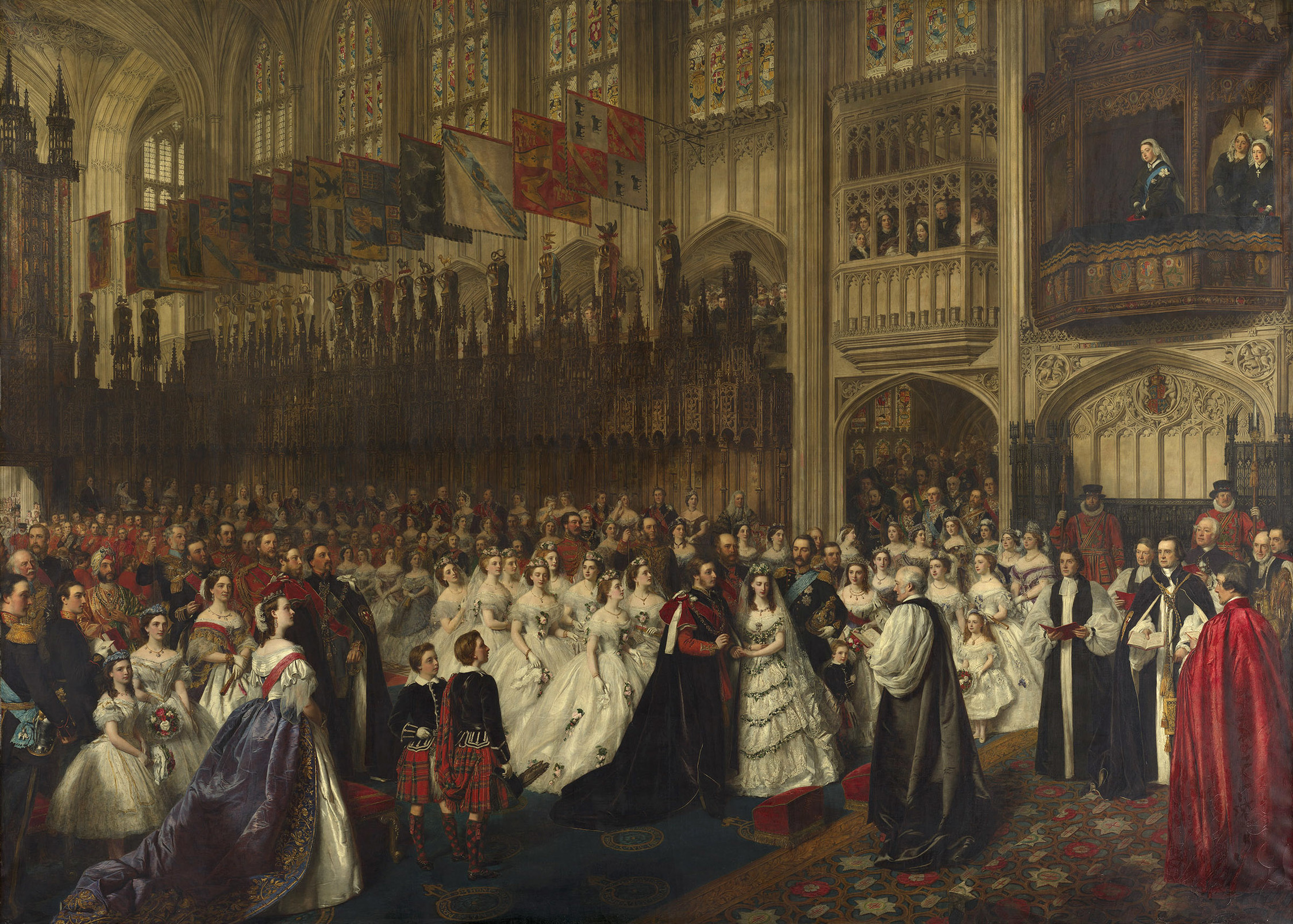
Het huwelijk van de Prins van Wales (1863)

William Powell Frith (Aldfield, 19 januari 1819 - Londen, 2 november 1909) was een Engels kunstschilder, gespecialiseerd in genrestukken die het leven in de victoriaanse tijd tot onderwerp hadden. Ook schilderde hij een groot aantal historiestukken.
Frith was de zoon van een hotelier in Harrogate. In 1835 begon hij zijn studies aan de Sass's Academy in Londen, ter voorbereiding op zijn opleiding aan de Royal Academy of Arts. Hij begon zijn loopbaan als schilder aan de British Institution for Promoting the Fine Arts in the United Kingdom, waar hij voornamelijk optrad als portrettist. In de jaren veertig van de negentiende eeuw legde hij zich toe op het schilderen van scènes uit boeken van schrijvers als Charles Dickens, wiens portret hij schilderde, en Laurence Sterne.
Hij werd lid van een kunstenaarskring - The Clique - waartoe ook de kunstenaars Augustus Egg, Alfred Elmore, Henry Nelson O'Neil, John Phillip, Richard Dadd en Edward Matthew Ward behoorden. Zijn grootste inspiratiebron waren de schilderijen van huiselijke scènes van Sir David Wilkie.
Frith zou zich ontwikkelen tot een gevierd schilder die even fijnzinnig als trefzeker het Britse leven van de upper class in het victoriaans tijdperk vastlegde. Hij maakte deel uit van de Britse culturele elite, hetgeen alleen al wordt bevestigd door het feit dat het Britse hof hem in 1863 toestond het officiële huwelijksportret van Eduard, prins van Wales met zijn Deense bruid Alexandra te schilderen. Veel van zijn werk wordt bewaard in verschillende Britse musea.
In 1887 publiceerde hij My Autobiography and Reminiscences, een jaar later gevolgd door Further Reminiscences.
- Auckland Art Gallery Toi o Tāmaki: 2656
- Bibliothèque nationale de France: cb145843272 (data)
- CiNii: DA07985953
- Gemeinsame Normdatei: 119093812
- International Standard Name Identifier: 0000 0001 0815 124X
- Library of Congress Control Number: nr89014511
- Bibliotheek van het Japanse parlement: 001099003
- National Gallery of Victoria: 968
- Nationale Bibliotheek van Tsjechië: jx20120911001
- Nationale bibliotheek van Australië: 35105244
- Nationale Bibliotheek van Israël: 987007449714705171
- Nederlandse Thesaurus van Auteursnamen: 07210371X
- RKD-Nederlands Instituut voor Kunstgeschiedenis: 29568
- LIBRIS: 285393
- SNAC: w64b3rs2
- Système universitaire de documentation: 114116199
- Trove: 828035
- Union List of Artist Names: 500009971
- Virtual International Authority File: 77118105
- WorldCat: E39PBJxxgk4Vjx77j3mR4XHwG3